# 쓰레기스트
쓰레기스트는 대한민국의 락 밴드다.

## 방송
- 2011년 KBS2 《TOP밴드 (시즌 1)》 - 참가
- 2013년 엠넷 《슈퍼스타K5》 - Top24, 크레이지 보이스 수상
- 2014년 엠넷 《트로트 엑스》- 참가
- 2014년 tvN 금토드라마 《아홉수 소년》- 카우치 역

## 멤버
- 큰사람 (1982.8.22~)
- 피해자 (1982.3.4~) - 단국대학교 졸업

## 음반
- 메탈간지 (2013)
- This Is DISS (2013) - with 타래, 빈센트
- 새우사냥 (2014)
- 헬조선 (2016)
- 헤븐조선 (2016)
- 찬철가 (2016)
- 집행자 (2016)
- 여정 (2017)

## 공연
- 쓰레기스트 콘서트 (2014)